# Gunung Karacak
Gunung Karacak är ett berg i Indonesien.   Det ligger i provinsen Jawa Barat, i den västra delen av landet, 170 km sydost om huvudstaden Jakarta. Toppen på Gunung Karacak är 1 839 meter över havet, eller 750 meter över den omgivande terrängen. Bredden vid basen är 10,3 km.
Terrängen runt Gunung Karacak är huvudsakligen kuperad, men österut är den bergig.Runt Gunung Karacak är det tätbefolkat, med 550 invånare per kvadratkilometer. Närmaste större samhälle är Garut, 11,9 km nordväst om Gunung Karacak. I omgivningarna runt Gunung Karacak växer i huvudsak städsegrön lövskog.